# 恩頓瑪末
敦恩頓·瑪末（1940年12月24日—2005年10月20日）是马来西亚首相阿都拉·巴达威的第一任夫人，於1940年12月24日在吉隆坡舊巴生路誕生。2005年10月20日清晨7時55分在布城首相官邸病逝，享年64歲。

## 早年
馬日混血兒的恩頓，是在霹靂中英學校（現為美以美麗中學）接受教育，随後便投入公共服務領域，直至1976年退休。

## 家庭
恩頓於1965年與阿都拉共結連理，並育有兒子卡瑪魯丁和女兒諾丽，2名男孫與2名女孫。

## 社會活動
身為大馬首相夫人的恩頓，生前非常熱衷推廣蜡染藝術，曾撰寫《娘惹卡峇雅裝：融入華人服飾的世紀》一書。此外，恩頓曾擔任多個福利及慈善團體顧問要職，包括部長夫人協會主席、大馬開放大學首任校長等，並曾獲頒敦法蒂瑪金章、工藝大學名譽博士。

## 逝世
恩頓是在其孿生姊姊諾萊妮於2001年證實罹癌後，也發現本身患上乳癌；諾萊妮於2003年1月4日病逝。
身患乳癌的恩頓，曾在美國聖約翰醫院進行放射性治療，並切除乳房，過後就定期往美治療。她曾於2005年6月最後一次飛赴美國洛杉磯，進行5次化療療程，前後為期3個月，直至2005年10月1日才回返大馬。回國後，恩頓隨即進入布城醫院休養，直至2005年10月18日才出院。與癌症搏鬥多年的恩頓，於2005年10月20日清晨7時55分，在布城首相官邸病逝，享年64歲。